# Лисенко Андрій Євменович
Андрій Євменович Лисенко (* 30 листопада 1915, Катеринослав — † 14 листопада 1984, Київ) — український перекладач зі слов'янських мов.

## Життєпис
1933 року закінчив робітничий факультет при Дніпропетровському інституті професійної освіти, а 1938 — Київський університет. Учасник Великої Вітчизняної війни (зв'язківець; був тяжко поранений).
Працював учителем, директором Будинку літераторів і Бюро пропаганди Спілки письменників України. Друкувався з 1956.
Автор антирелігійної книжки «Міф про стовпотворіння та людські мови» (1965).
Переклав з сербсько-хорватської мови збірку оповідань «Пригоди Николетини Бурсача» (1957), роман «Прорив» (1975) та оповідання «Преображення гармаша Міле» (1975) Бранка Чопича, оповідання «Пустошня земля» (1975) та роман «Лелейська гора» Михайла Лалича (1981), оповідання Радослава Пайковича «Мис Доброї Надії» (1975), оповідання Меші Селимовича «Дикі коні» (1975), «Стара собака» (1983) та «Спогад про початок» (1983); з болгарської — «Повість про ліс» Еміліяна Станева (1958), повість Георгія Караславова «Відгомін жовтня» (1958), роман Георгія Маркова «Мужчини» (1964), повість Камена Калчева «Закохані птахи» (1964), підбірку габровських жартів (1967), п'єсу Панча Панчева «Казка про чотирьох близнюків» (1971), роман Стефана Дичева «Шлях до Софії» (1973), спогади Цоли Драгойчевої «Сім років у пеклі» (1973), документальну повість Петира Ненова «Сашо» (1976); з білоруської — комедію Кіндрата Крапиви «Брама невмирущості» (1974; «Брама безсмертя» — в іншому виданні того ж року).
Особливу вагу має праця Андрія Євменовича у галузі македонської літератури. З македонської мови він переклав роман «Село за сімома ясенами» (1973; в окремому виданні 1974 року — під назвою «Ясени»; друге видання — 1982) Славка Яневського, дві повісті Відоє Подгорця та оповідання Дьордія Абаджієва, Томе Арсовського, Йована Бошковського, Вєри Бужаровської, Бориса Вишинського, Паскаля Гілевського, Ташка Георгієвського, Симона Дракула, Благої Іванова, Срба Івановського, Лаза Каровського, Блаже Конеського, Йордана Леова, Влада Малеського, Цветка Мартиновського, Кати Мисиркової-Руменової, Томе Момировського, Джора Напеського, Олівери Николової, Бранка Пендовського, Відоє Подгорця, Глигора Поповського, Міле Поповського, Слободана Рошковського, Коце Солунського, Йована Стрезовського, Івана Точка, Радмили Трифуновської, Коле Чашуле, Живка Чинга, Славка Яневського, а також поезії Цане Андреєвського, Лаза Каровського, Коча Рацина. Значна частина оповідань перелічених авторів увійшла до збірки «Македонська новела» (вийшла 1972 року в серії «Зарубіжна новела»), яку впорядкував сам перекладач. Того ж року в Югославії йому було присуджено за цю збірку міжнародну премію «Золоте перо». Ще інші (дитячі) оповідання Олівери Николової склали книжку «Зокі-Покі», також перекладену Лисенком.
Також писав критичні статті про болгарських та македонських письменників (зокрема, передмови й рецензії).